# Coggeshall
Coggeshall is een civil parish in het bestuurlijke gebied Braintree, in het Engelse graafschap Essex. De plaats telt 4727 inwoners.
Het was de locatie van Coggeshall Abbey.